# Ragunda (Gemeinde)
Koordinaten: 63° 7′ N, 16° 21′ O

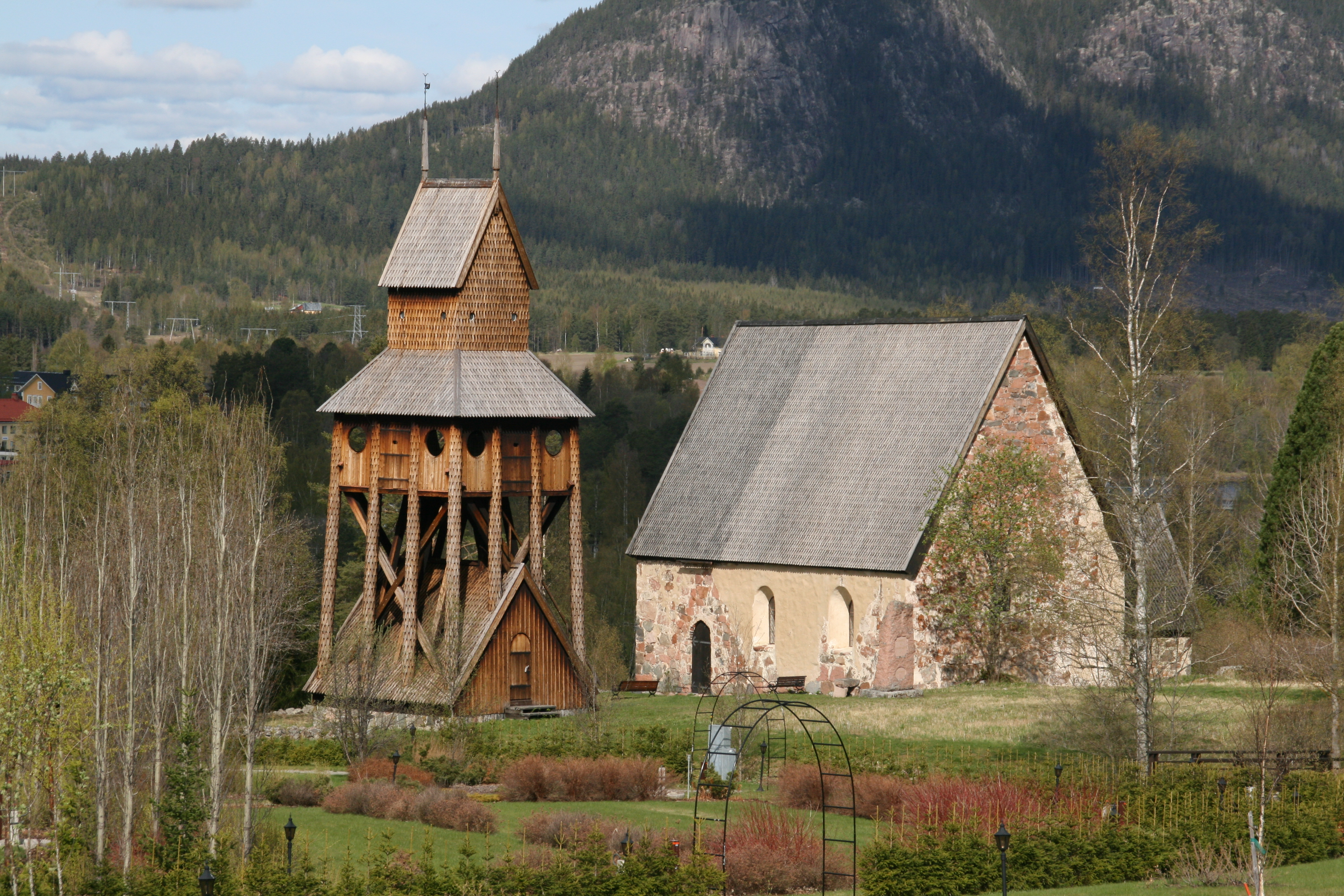
Die alte Kirche von Ragunda

Ragunda ist eine Gemeinde (schwedisch kommun) in der schwedischen Provinz Jämtlands län und der historischen Provinz Jämtland. Der Hauptort der Gemeinde ist Hammarstrand.
Die Gemeinde bildet mit der Gemeinde Bräcke einen Kommunalverbund, dessen Ziel Kostensenkung und die Aufrechterhaltung der kommunalen Dienstleistungen ist.

## Geographie
Bei Ragunda mündet der Ammerån in den Indalsälven.

## Geschichte
Historisch gesehen war das heutige Gemeindegebiet unter dem Namen Ravund lange ein Teil von Jämtland. Die Gemeinde entstand am 1. Januar 1974 durch die Zusammenlegung der Gemeinden Fors, Ragunda und Stugun.

## Wirtschaft
Größter Arbeitgeber ist mit einem Anteil von 32,7 % an der Gesamtzahl aller Arbeitnehmer die Gemeinde Ragunda.

## Sehenswürdigkeiten
Nahe dem Dorf Utanede befindet sich das wohl nördlichste Beispiel thailändischer Architektur, ein Pavillon zu Ehren von König Chulalongkorn von Siam (Rama V.). Der Sage nach besuchte der König den Ort im Jahre 1897, nachdem ein Seemann aus Ångermanland einer siamesischen Prinzessin das Leben gerettet hatte. 
Der ehemalige Wasserfall „Döda fallet“ entstand durch die Umleitung des Flusses Indalsälven durch Magnus Huss.

## Orte
Folgende Orte sind Ortschaften (tätorter):
- Hammarstrand
- Bispgården
- Stugun